# Fiat Albea
Fiat Albea je mala limuzina koja se proizvodi u Turskoj i Rusiji a u prodaji se prvi put pojavila 2002., dok se na hrvatskom tržištu prodaje od 2005.Ona je ujedno i europska verzija Fiat Siene.
Jedini motor kojim se oprema Albea za naše tržište je 1,2-litreni benzinac snage 80 KS, a cijena osnovnog modela iznosi 9990 eura.